# Lepidoniscus pruinosus
Lepidoniscus pruinosus là một loài chân đều trong họ Philosciidae. Loài này được Carl miêu tả khoa học năm 1908.